# Olympische Jugend-Sommerspiele 2018/Teilnehmer (Kap Verde)
| Gelbes Symbol für Goldmedaillen mit stilisierten Olympischen Ringen | Graues Symbol für Silbermedaillen mit stilisierten Olympischen Ringen | Braundes Symbol für Bronzemedaillen mit stilisierten Olympischen Ringen |
| ------------------------------------------------------------------- | --------------------------------------------------------------------- | ----------------------------------------------------------------------- |
| —                                                                   | —                                                                     | —                                                                       |

Die Jugend-Olympiamannschaft aus Kap Verde für die III. Olympischen Jugend-Sommerspiele vom 6. bis 18. Oktober 2018 in Buenos Aires (Argentinien) bestand aus drei Athleten. Sie konnten keine Medaille gewinnen.

## Athleten nach Sportarten

### Leichtathletik
| Mädchen - Adriana Almeida 100 m: disqualifiziert (2. Lauf) | Jungen - Marcelo Gomes 100 m: 35. Platz |

### Taekwondo
Jungen
- Nicalas Fernandes
Klasse bis 55 kg: Achtelfinale